# ژاک روزیه
ژاک روزیه (فرانسوی: Jacques Rozier‎؛ زادهٔ ۱۰ نوامبر ۱۹۲۶) کارگردان و فیلم‌نامه‌نویس اهل فرانسه است. وی از سال ۱۹۴۷ میلادی تاکنون مشغول فعالیت بوده است. از فیلم‌های او می‌توان به بدرود فیلیپین اشاره کرد.